# Morpho mattogrossensis
Morpho mattogrossensis är en fjärilsart som beskrevs av Talbot 1928. Morpho mattogrossensis ingår i släktet Morpho och familjen praktfjärilar. Inga underarter finns listade i Catalogue of Life.